# I calcianti
I calcianti è un film del 2015 diretto da Stefano Lorenzi.

## Trama
A Firenze si intrecciano le vicende di vari personaggi: un uomo che si rifiuta di crescere, una coppia alla quale è appena nata una bambina, un padre e un figlio, un uomo divorziato, un fiorentino di origini cinesi che non si sente accettato, un "calciante" alle prese con una squalifica. Tutte le loro storie sono collegate con il calcio storico fiorentino, sport tradizionale e violento che anima la città nel mese di giugno.

## Produzione
Il film è una produzione italo-russa, che ha visto il coinvolgimento del Ministero della cultura di entrambi i paesi e la promozione da parte di Toscana Film Commission. Le riprese si sono svolte a Firenze nel giugno 2012.

## Distribuzione
Il film è stato presentato il 21 giugno 2015 alla 37ª edizione del Festival cinematografico internazionale di Mosca. Nell'agosto seguente ha preso parte al Festival internazionale delle arti "Bridge of Arts" IMFF di Rostov sul Don, dove ha vinto il premio per la miglior regia.
In Italia è stato distribuito direttamente su Sky Cinema a partire dal 3 giugno 2021.